# Annalisa Zanierato
Annalisa Zanierato (Pavia, 13 aprile 1978) è un'ex cestista italiana.

## Carriera
Giocava ruolo di playmaker ed occasionalmente di guardia. Cresce nelle giovanili del Pavia e fa il suo esordio in serie A2 a 15 anni, nella stagione 1993-1994 e nella stagione 1995-1996 in serie A1, sempre con il Pavia, con il quale disputa anche il successivo campionato di A1. Si trasferisce in seguito all'Alessandria, con cui disputa tre campionati prima in A2 e poi in A1. Veste poi le maglie di Taranto, Caserta, Sulmona, tra la serie A2 e la B. Torna in A1 per la stagione 2004-2005, tesserata per l'Alessandria, prima di chiudere la carriera con le ultime stagioni marchigiane e abruzzesi ad Ancona, Porto Sant'Elpidio, Sulmona e Civitanova Marche.
Nel 1998-1999 vince il campionato di serie A2 (girone A) con la Copra Alessandria, nel 2001 quello di serie A2 (girone B) con il Cras Taranto e nel 2005-2006 quello di serie B con la Sisa Ancona. Nel 1996 fa parte della Nazionale juniores e nel 1999 e vince l'All Star Game con le migliori giocatrici di Serie A. 
Nel 2022 vince la medaglia d'Argento con la Nazionale di Basket Femminile Over 40, agli Europei Over di Malaga.  

## Dopo il ritiro
Dal 2011 lavora per la Pantera Film, una società cinematografica, della quale nel 2015 diventa responsabile della produzione e nel 2019 amministratrice delegata..